# Miltinus sordidus
Miltinus sordidus is een vliegensoort uit de familie Mydidae. De wetenschappelijke naam van de soort is voor het eerst geldig gepubliceerd in 1848 door Westwood.
De soort komt voor in Australië (Zuid-Australië).